# Érték és Minőség Nagydíj

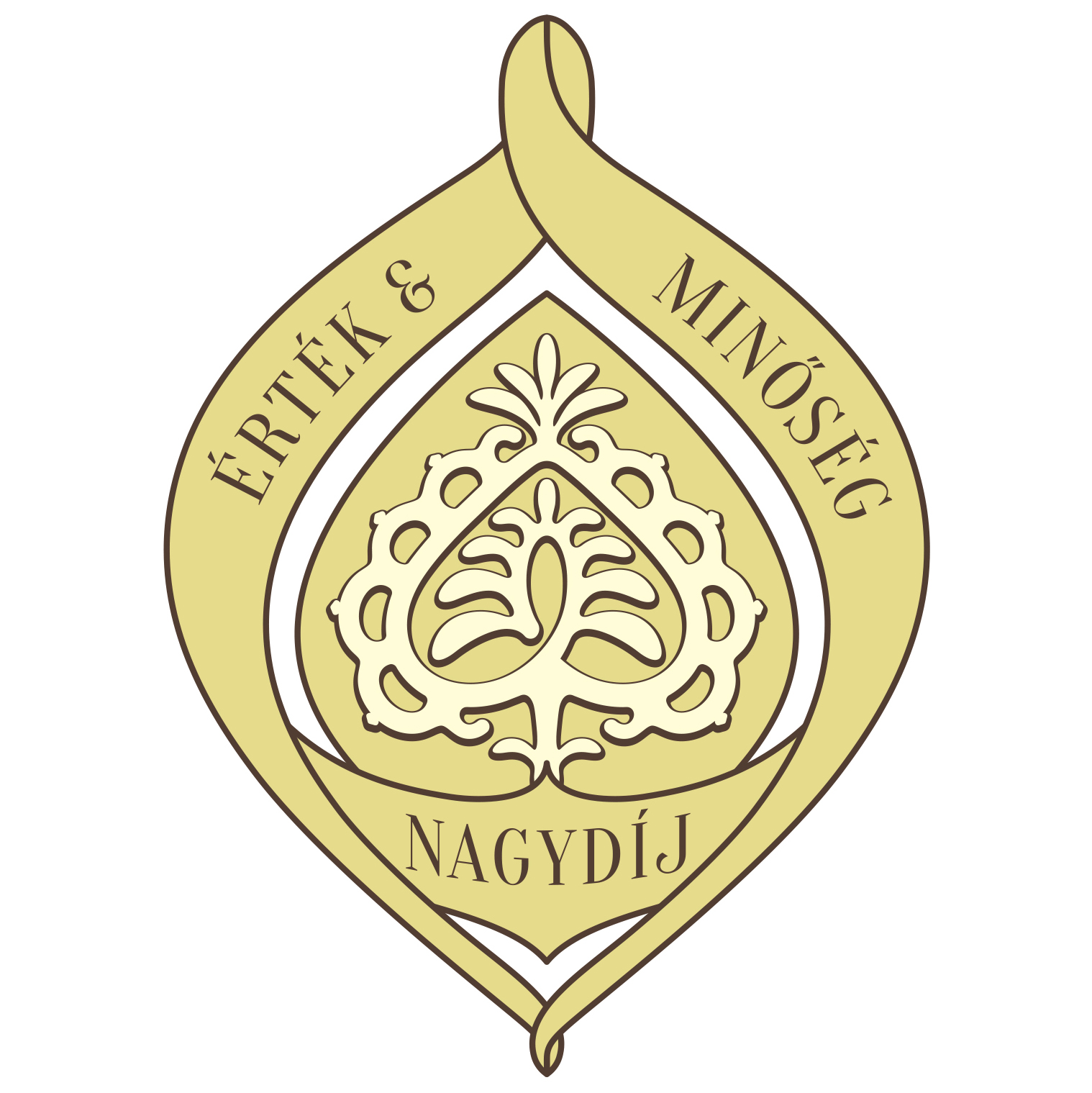
Érték és Minőség Nagydíj embléma

Az Érték és Minőség Nagydíj (ÉMIN) elnevezés egy minőségtanúsító védjegyet takar. Használatára nyilvános, egyfordulós pályázaton lehet jelentkezni. A pozitív elbírálás eredményeként a pályázott jogosulttá válik az Érték és Minőség Nagydíj elnevezésű védjegy használatára.
Az ÉMIN egy pályázati rendszer, mely minden év márciusában nyilvánosan (sajtótájékoztató keretében) kerül meghirdetésre és a megítélt díjak szeptember elején, ünnepélyes kertetek között az Országház Főrendházi üléstermében kerülnek átadásra.